# Hans Ramberg
Hans Ramberg ( Trondheim, 15 de março de 1917 — Uppsala, 7 de junho de 1998) foi um geólogo norueguês.
Liderou expedições para a Groelândia nos verões de 1947-1951. Exerceu o cargo de professor de geologia na Universidade de Chicago de 1952 a 1961, professor de mineralogia e petrologia em Uppsala de 1961 a 1982, e simultaneamente professor especial da Universidade de Connecticut de 1970 a 1975.
Ramberg teve uma grande influência no desenvolvimento da geologia estrutural e no tectonismo como uma ciência observacional e experimental.
Foi laureado com a Medalha Wollaston de 1972 pela Sociedade Geológica de Londres e com a Medalha Arthur L. Day pela Sociedade Geológica da América em 1976.

## Obras
- "Origin of Metamorphic and Metasomatic Rocks", University of Chicago Press, Chicago, 1952.
- "Gravity, deformation and the Earth's Crust", Academic Press, Londres, 1967. Segunda edição em 1981.